# Chloris (animal)
Chloris es un género de aves perteneciente a la familia de los fringílidos. Las especies tienen una distribución euroasiática a excepción del verderón común, que también se encuentra en África del Norte.
Todas estas aves paseriformes tienen grandes picos cónicos y manchas amarillas en las plumas de las alas.
Los verderones estaban colocados anteriormente en el género Carduelis. Los estudios filogenéticos moleculares demostraron que forman un grupo monofilético que no está estrechamente relacionado con la especie Carduelis y, en cambio, es hermana de un clado que incluye al camachuelo del desierto (Rhodospiza obsoleta) y al picogordo de Socotora (Rhynchostruthus socotranus). Por lo tanto, los verderones se trasladaron al género resucitado Chloris, que originalmente había sido introducido por el naturalista francés Georges Cuvier en 1800 con el verderón común como la especie tipo. El nombre deriva del griego χλωρις (khlōris), que indica precisamente verderón, y deriva a su vez de la palabra χλωρος (khlōros, "verde"), que se refiere al color predominante en estas aves.

## Especies
Este género contiene las siguientes especies:
- Chloris chloris
- Chloris ambigua
- Chloris spinoides
- Chloris sinica
- Chloris monguilloti